# San Pedro de Chana (distrito)
San Pedro de Chana é um distrito peruano localizado na Província de Huari, departamento Ancash. Sua capital é a cidade de Chana.

## Transporte
O distrito de San Pedro de Chana não é servido pelo sistema de estradas terrestres do Peru.